# Umberto Chiacchio
Umberto Chiacchio (Grumo Nevano, 8 febbraio 1930 – Massa Lubrense, 18 ottobre 2001) è stato un politico e imprenditore italiano.

## Biografia
Nato a Grumo Nevano in una famiglia della nobiltà grumese, è stato un dirigente dell'Italgest S.P.A. di Ottaviano.
Fu sposato con Rita Moselli, e per molti anni è stato residente e proprietario di una nota tenuta a Lago Patria, frazione nei pressi di Giugliano in Campania, morì per malattia nella sua villa di Sant'Agata di Massa Lubrense, nell'ottobre 2001.

## Carriera
Di ideologia laurista, militò nel Partito Monarchico Popolare, fino ad aderire al Movimento Sociale Italiano, in occasione delle elezioni politiche del 1972 è stato eletto deputato alla Camera dei deputati nel collegio di Napoli, candidato con l'MSI di Giorgio Almirante fino al 1976.
Durante il suo mandato di parlamentare fu tra i componenti della commissione finanze, tesoro, presieduta da Franco Maria Malfatti e Giuseppe La Loggia.
Presentò richieste di interrogazioni parlamentari sulla riduzione delle tariffe di assicurazione per le autovetture, e sulla tutela degli immigrati italiani in Svizzera.
Nel 1971 il deputato del PCI, Antonio D'Auria, espose un'interrogazione parlamentare al Ministero delle finanze, per i contributi di Chiacchio non versati al pagamento dell'imposta di famiglia, a seguito di alcuni eventi mediatici di una festa da lui organizzata dal valore di circa 10 miliardi di lire, nella sua tenuta a Lago Patria, dove parteciparono numerosi personaggi dell'aristocrazia e dell'alta finanza, con l'esibizione di cantanti e complessi musicali di fama nazionale ed internazionale, proprio in quel periodo Chiacchio risultava debitore nei confronti di alcuni istituti di credito e aveva ceduto azioni della sua azienda.
Nel 1976 per lui fu disposta e approvata dalla Camera l'autorizzazione a procedere due volte, riguardanti di due inchieste penali risalenti al 1967, per emissione di assegni a vuoto e falsificazione di cambiali, negli anni a seguire verranno estinti entrambi i procedimenti a suo carico per intervenuta prescrizione.

## Lo scandalo Italgest
L'Italgest S.P.A. ha gestito il monopolio privato degli appalti dei servizi di esattoria appartenenti alle amministrazioni di alcuni comuni dell'area vesuviana, nel 1996 l'Italgest è stata dichiarata fallita dal Tribunale di Napoli e nel marzo 1997 la Procura di Nola ha indagato Umberto Chiacchio e suo figlio Eduardo, per appropriazione indebita, bancarotta fraudolenta, peculato e truffa aggravata ai danni dello Stato per un ammontare di 84 miliardi di lire, a seguito di successive verifiche la truffa ammontò ad oltre i 100 miliardi. Il 22 aprile 1997, la guardia di finanza arrestò Eduardo Chiacchio, mentre Umberto Chiacchio rimase irreperibile e fu dichiarato latitante fino al 9 maggio dove si presentò spontaneamente in procura deciso a collaborare, il giudice dispose per lui gli arresti domiciliari per via dell'età avanzata, nel mese di luglio dopo le dichiarazioni di Chiacchio, l'inchiesta creò un terremoto giudiziario, lo scandalo diventò nazionale portando numerosi arresti e denunce in tutta Italia, tra gli indagati ci furono molti tesorieri, sindaci, amministratori comunali e provinciali, con le accuse di corruzione, peculato, falso e favoreggiamento, numerose furono anche le minacce di morte nei confronti del Pm: Paolo Itri che portò avanti l'inchiesta e di Umberto Chiacchio dove presso la sua abitazione gli venne recapitato un pacco bomba, nei mesi successivi ad entrambi fu assegnata la scorta. In seguito al suo decesso per malattia, nel 2002 venne prosciolto per morte del reo prima della condanna, vennero invece emesse le condanne di primo grado a 5 anni di reclusione per il figlio Eduardo, titolare dell'impresa, che si rifiuterà di fare appello e per diversi tesorieri e sindaci dei comuni di Ottaviano e Sant'Anastasia.

## Nella cultura di massa
- Umberto Chiacchio viene citato nel libro Il Monolite, di Paolo Itri riguardante il capitolo sullo scandalo Italgest negli anni 90.